# Als ich mit Hitler Schnapskirschen aß
Als ich mit Hitler Schnapskirschen aß ist ein Jugendroman von Manja Präkels, der 2017 im Verbrecher-Verlag erschien und mit mehreren Literaturpreisen ausgezeichnet wurde.

## Inhalt
Das Buch beschreibt die Jugend in der ostdeutschen Provinz, in der sich die Ich-Erzählerin Mimi Schulz immer wieder mit rechtsradikalen Jugendlichen auseinandersetzen muss. Die Handlung wird in Rückblenden in vier Teilen erzählt, die sich von der DDR-Zeit über die Wende und die ersten Nachwende-Jahre bis in die Gegenwart erstreckt.
Mimi und Oliver sind befreundete Nachbarskinder in einer kleinen Stadt an der Havel, die sich mit dem Fall der Mauer immer weiter voneinander entfremden. Mimi muss zusehen, wie sich Oliver im rechten Milieu radikalisiert, unter dem Spitznamen Hitler eine randalierende Jugendbande anführt und den lokalen Drogenhandel kontrolliert.

## Form und Sprache
Der Roman wird chronologisch aus der Perspektive der Protagonistin Mimi erzählt, die sich in Rückblicken an prägende Ereignisse aus ihrer Kindheit und Schulzeit in der ehemaligen DDR erinnert. Die Sprache des Romans ist durchgehend parataktisch, d. h., die Autorin bevorzugt einfach gebaute Sätze und meidet Nebensätze, bzw. komplizierte und verschachtelte Satzbildungen. Durch die Verwendung von Sprach- und Stilmerkmalen, die sich im DDR-Wortschatz herausgebildet haben oder aus dem lokalen Dialekt kommen, sowie durch Begriffe aus der Jugend- und Umgangssprache wirkt die Sprache des Romans authentisch.

## Hintergrundinformationen

### Rechte Ausschreitungen in Hoyerswerda und Rostock-Lichtenhagen
1991 wurden in Hoyerswerda Migrantenheime von Rechtsextremisten mit Brandsätzen beworfen. In einem dieser Heime lebten unter anderem Vietnamesen, aber auch Migranten anderer Herkunft. Die Ausschreitungen in Hoyerswerda dauerten eine Woche an. Von all dem wurde in den Medien berichtet und die Angst vor Rechtsextremisten in Deutschland wurde durch dieses Ereignis verstärkt. Diese Geschichte hat starken Einfluss auf den Roman, da es sich ungefähr in der Zeit abgespielt hat, aus der auch der Roman erzählt (1991). Die Rechtsextremisten, die im Roman vorkommen, u. a. Oliver und seine Freunde, haben sich dies vielleicht als Beispiel genommen und der Hass gegenüber den Migranten wurde durch dieses Ereignis deutlich verstärkt.
Der rassistische Angriff von Rechtsextremisten auf das Sonnenblumenhaus in Rostock-Lichtenhagen 1992 wird im Kapitel „Liegen bleiben“ auf Seite 151 erwähnt. Das unterstützt die Beschreibung der Nazis im Buch und auch in Bezug auf Oliver („Hitler“), von dessen grausamen Handlungen im Abschnitt zuvor die Rede ist.

### Dr. Hieronymus Gaul
Dr. Hieronymus Gaul ist im Buch nach der Wende der Redaktionsleiter der Zeitung, bei der Mimi arbeitet. Er wirkt egoistisch und wird von den Mitarbeitern gefürchtet. Der Redaktionsleiter verkörpert den Vorgesetzten Alexander Gauland von der Märkischen Allgemeinen, bei dem Manja Präkels gearbeitet hat. Da Hieronymus ein Heiliger war und Gauland heute der AfD angehört, könnte man den Namen Hieronymus Gaul als „heiliger Gauland“ für die rechte politische Szene deuten.

### Krischi & der Angriff auf die Wolfshöhle
Manja Präkels widmet ihren Roman Ingo Ludwig, der 1992 von mehreren rechten Skinheads in einer Brandenburger Diskothek schwer verletzt wurde und seinen Verletzungen erlegen ist. Auch die Figur Krischi, die aus ihrem hier näher gebrachten Roman stammt, ist oft in Kneipen gewesen und wurde dort von Nazis umgebracht (vgl. S. 147–148 im Buch). Das Statement zum Fall von 1992 wurde 1994 vom brandenburgischen Verfassungsschutz veröffentlicht, es lautet: „Er wurde von mehreren Jugendlichen, die der ‚rechten’ Szene zuzurechnen sind, zu einem Kraftfahrzeug gebracht. Als er die Jugendlichen beschimpfte, schlugen diese auf ihn ein. Im Krankenhaus verstarb er dann. Der Tod ist eindeutig auf Verletzungen zurückzuführen, die er sich beim Treppensturz zugezogen hatte.“ Manja Präkels hat in der Figur Krischi wahrscheinlich den verstorbenen Ingo Ludwig verkörpert.

## Auszeichnungen
Für ihren Roman erhielt Manja Präkels den Jugendliteraturpreis 2018, den Anna-Seghers-Preis 2018 und das Kranichsteiner Jugendliteratur-Stipendium 2018.

## Ausgaben
- Als ich mit Hitler Schnapskirschen aß. Berlin: Verbrecher-Verlag 2017. ISBN 978-3-95732-272-2
- Als ich mit Hitler Schnapskirschen aß. btb Taschenbuch, 2019. ISBN 978-3-442-71786-6